# HP CloudSystem
Le HP CloudSystem est une infrastructure conçue pour le cloud computing, proposée par Hewlett-Packard (HP), qui combine des composants de stockage, des serveurs, des éléments réseau et du logiciel, le tout afin de permettre aux entreprises de bâtir un cloud privé ou public, ainsi que toute combinaison d’environnements de  cloud computing hybride. L'offre a été présentée en 2009.
Le HP CloudSystem combine du stockage, des serveurs et des composants réseau, avec l’approche HP Converged Infrastructure,. L’infrastructure du HP CloudSystem s’appuie entre autres sur des châssis BladeSystem.
Le CloudSystem est une infrastructure permettant de créer, administrer et consommer des services de cloud computing. Les modes de cloud dont : privé, public et  hybride. HP déclare que grâce au CloudSystem, les entreprises peuvent construire et déployer de nouveaux services de cloud en quelques minutes.
Le CloudSystem peut être interconnecté avec le cloud d'Amazon.